# Морозини, Микеле
Микеле Морозини (итал. Michele Morosini, 1308, Венеция — 16 октября 1382, Венеция) — 61-й дож Венеции с 10 июня 1382.
Имена родителей неизвестны. Был крупным торговцем и одним из самых богатых людей в Венеции. Во время Кьоджанской войны вложил огромные деньги в недвижимость, цены на которую заметно снизились. По мнению современных историков, он, вероятно, ставил целью поддержание экономической стабильности в республике. На вопрос, зачем он это делает, Морозини ответил: «Se questa terra stara male, io non voglio aver ben» — «Когда эта земля страдает, я не хочу выгоды». Однако Марино Сануто в «Жизни дожей» привел конец этой фразы несколько иначе: «io ne voglio aver ben» — «я не премину нажиться». Из-за этого за Микеле Морозини на столетия закрепилась дурная слава бессовестного спекулянта, нажившегося на общественном бедствии . 
Избран дожем после смерти Андреа Контарини; его соперником на выборах был герой минувшей войны Карло Дзено. На посту дожа ничем отметиться не успел, так как умер от чумы через четыре месяца после избрания . 

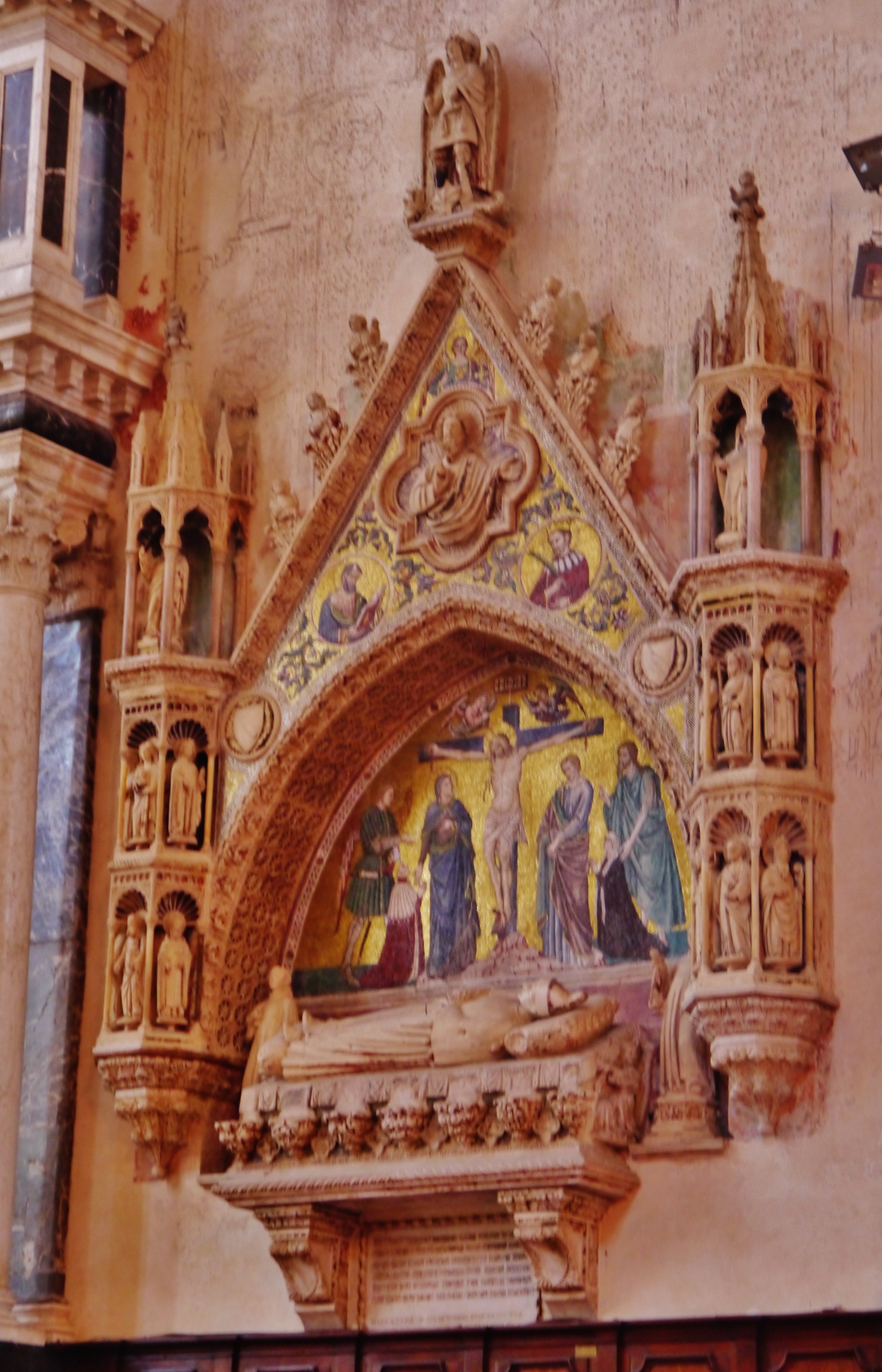
Гробница Микеле Морозини в церкви Санти-Джованни-э-Паоло

Жена: Кристина Кондульмер